# Чагрес (река)
Ча́грес (исп. Río Chagres) — река в Панаме.
Длина — 190 км. Площадь бассейна — 3262 км².
Реку открыла Четвёртая экспедиция Христофора Колумба в 1502 году, которая назвала её рекой больших ящериц из-за обитавших там кайманов-крокодилов. В 1506 году до реки добрались Диего Куэто и Педро де Умбрия. Диего де Альбитес в 1514-1515 гг назвал реку Рио-де-Чагре в честь вождя, жившего на его берегах. Позже название было искажено путем образования множественного числа, назвав его Чагрес, распространив имя вождя на всех коренных жителей племени, известных как индейцы Чагрес. В 1519 году на тихоокеанском побережье был основан город Панама. Река облегчала часть пути к нему через труднопроходимые джунгли. Однако, она помогла в 1671 году Генри Моргану напасть на поселение и практически уничтожить его. После этого река Чагрес не привлекала особого внимания вплость до конца XIX века, когда началось планирование, а после и строительство, Панамского канала.
В 10 км от впадения реки в Карибское море была построена Гатунская дамба, в 1907—1913 гг образовав Гатун, крупнейшее на тот момент водохранилище в мире. В 1935 году выше по реке была построена дамба Мадден, образовав одноимённое водохранилище, после передачи американцами канала Панаме переименованное в Лаго-Алахуэла. В декабре 2010 года из-за резкого изменения уровня водохранилища, Панамский канал был закрыт в третий раз за 96 лет существования. Движение судов прервалось на 17 часов.
В верхнем течении реки её долина и склоны окружающих гор на 98 % покрыты первобытным тропическим лесом. Для его охраны в 1985 году был образован национальный парк Чагрес.

## Галерея

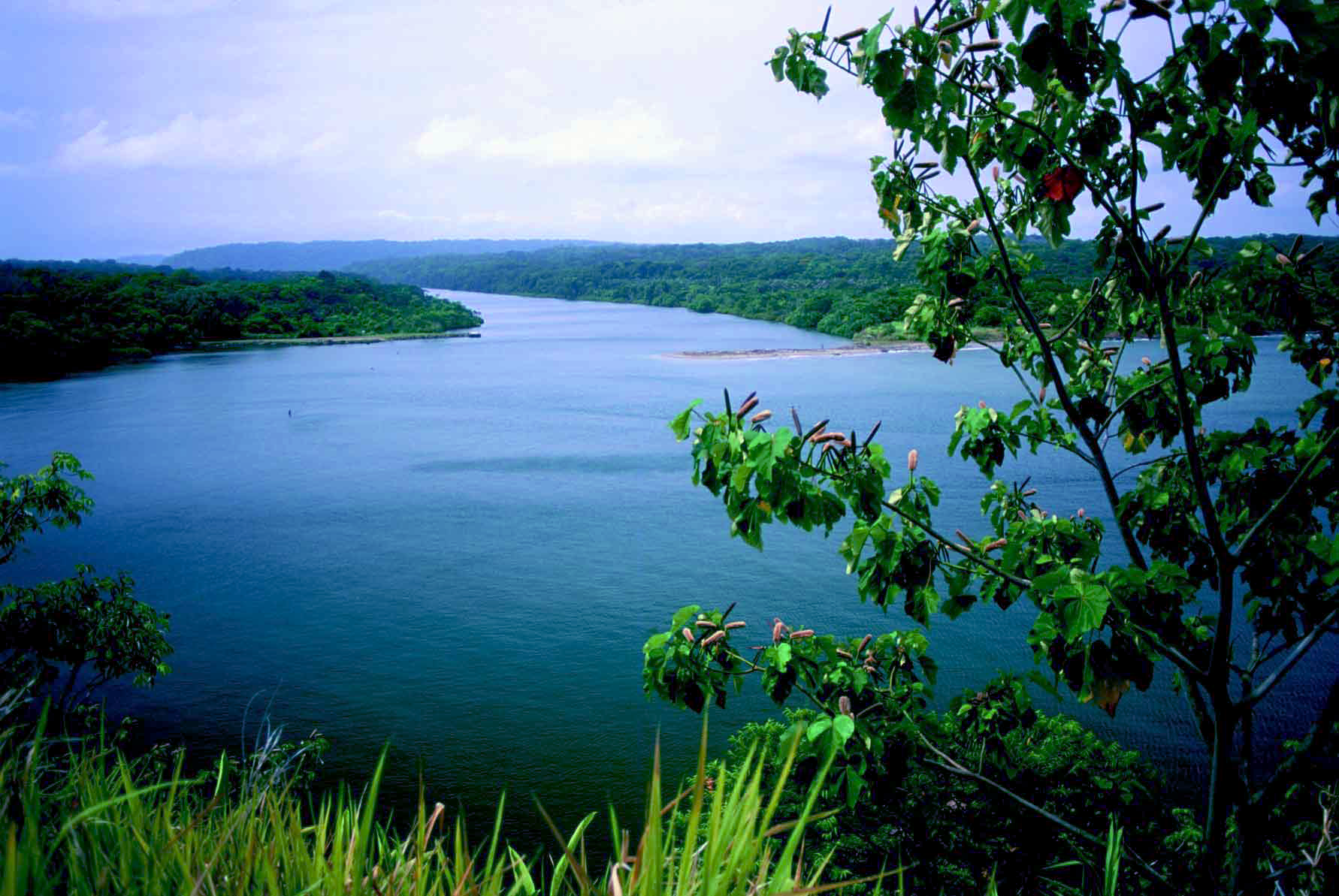
Река Чагрес в районе устья
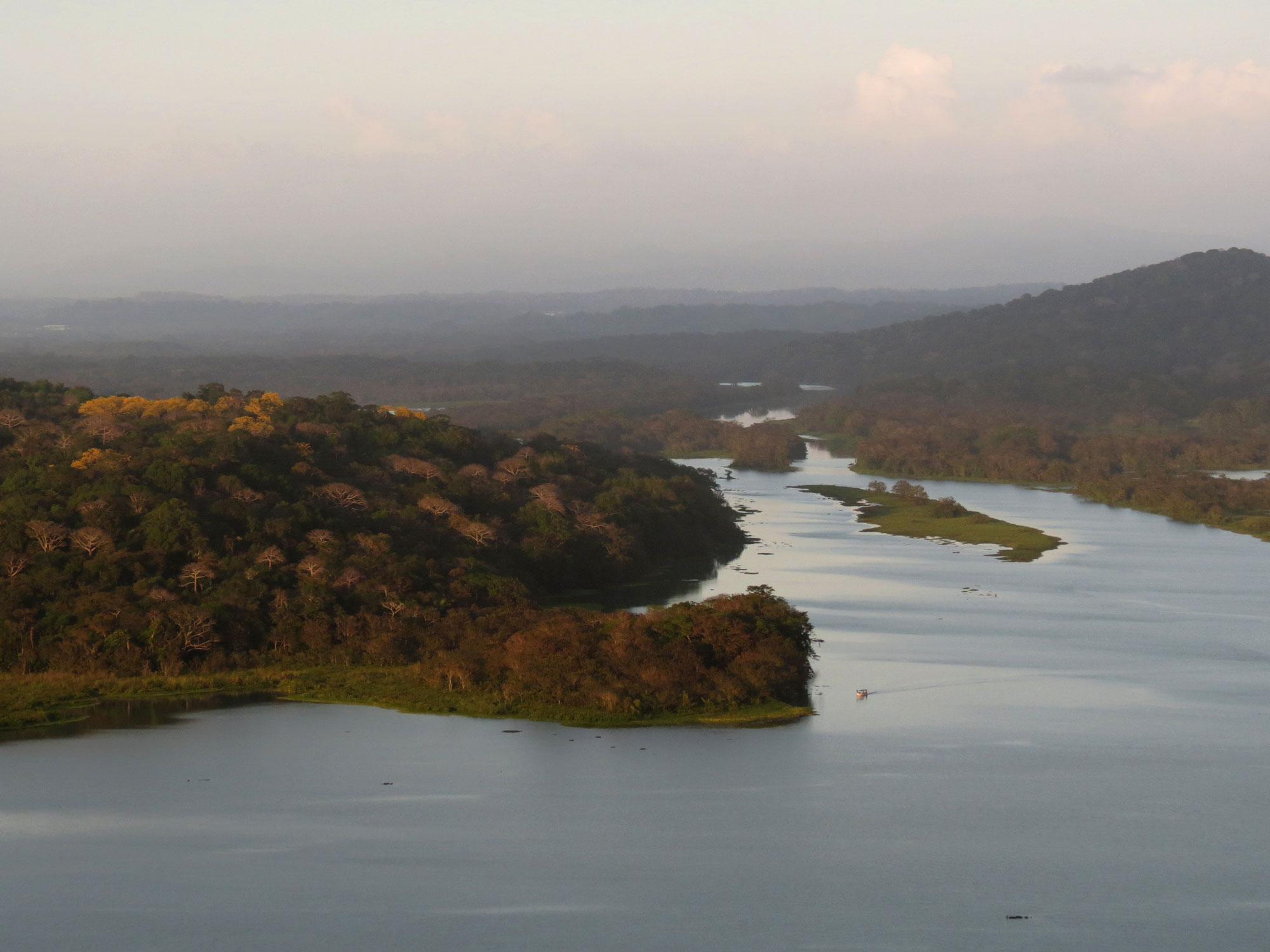
Река около Панамского канала
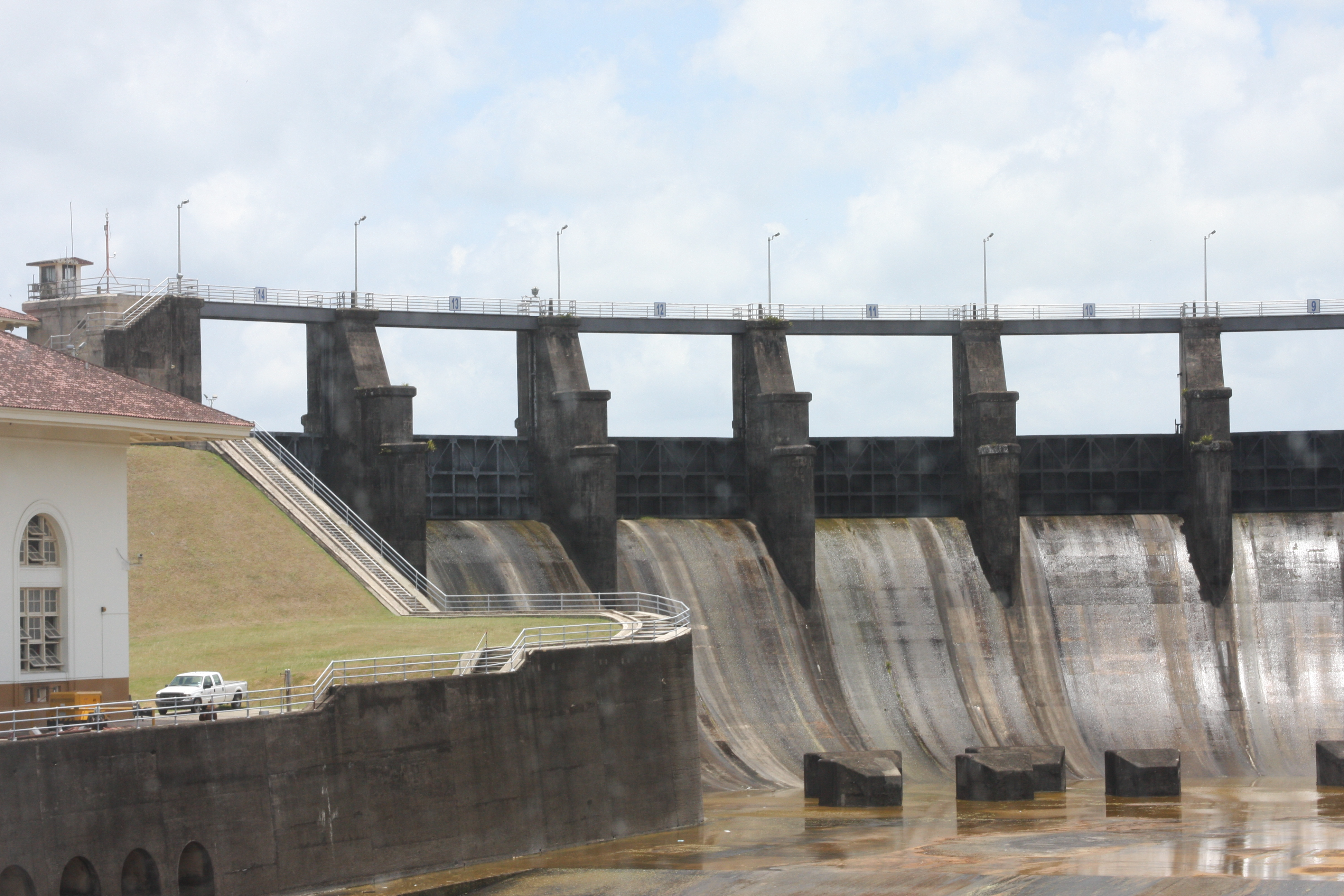
Шлюзы Гатун
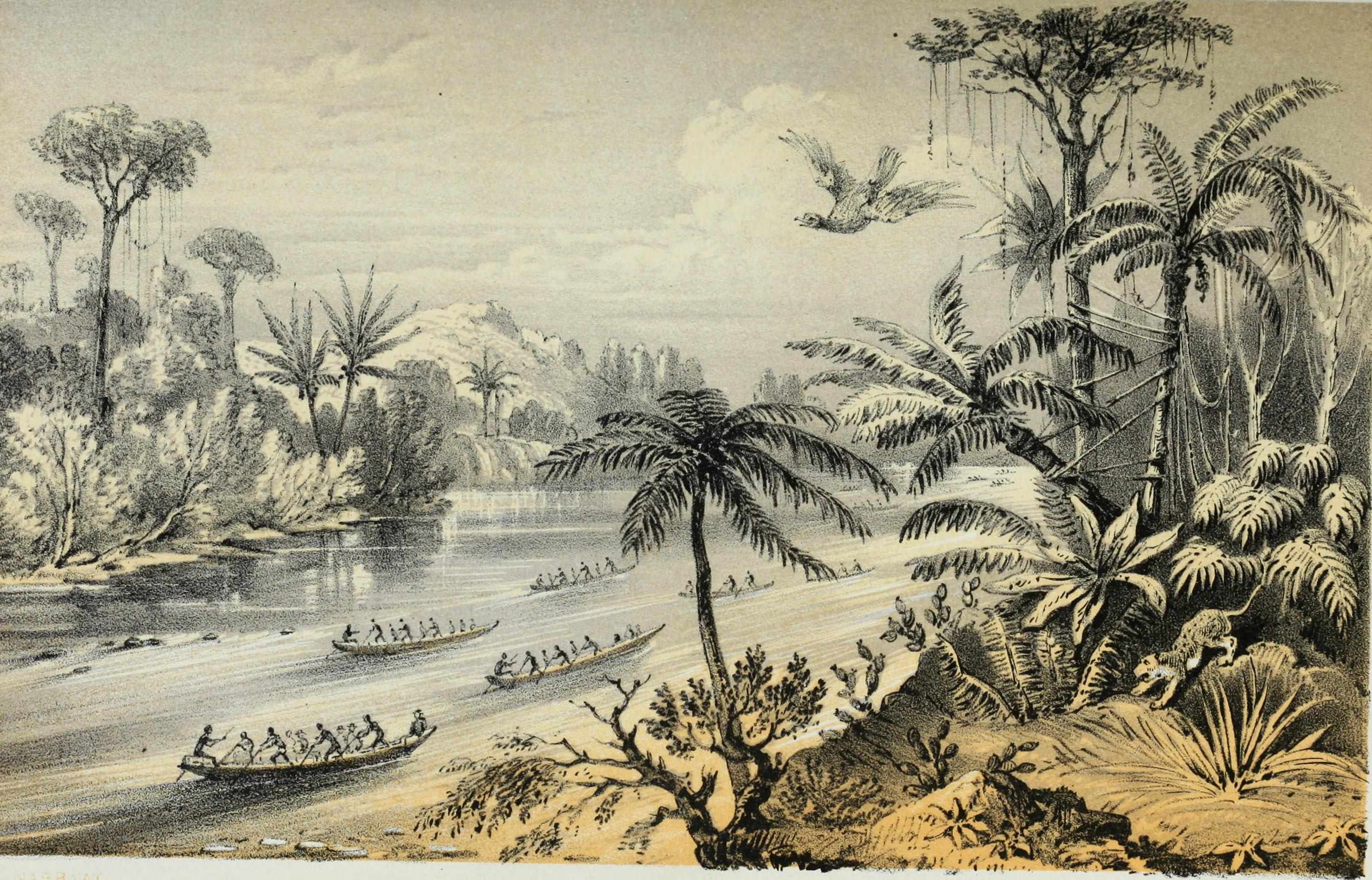
Чагрес на рисунке 1855 года